# Grand Knights History
Grand Knights History (グランナイツヒストリ) est un jeu vidéo de type tactical RPG développé par Vanillaware et édité par Marvelous Entertainment, sorti en 2011 sur PlayStation Portable.

## Accueil
- Famitsu : 36/40[1]